# The Poisoned Kiss
The Poisoned Kiss, or The Empress and the Necromancer (en español, El beso envenenado, o La emperatriz y el nigromante) es una ópera en tres actos con música de Ralph Vaughan Williams y libreto de Evelyn Sharp, basado en The Poison Maid de Richard Garnett y Rappaccini's Daughter de Nathaniel Hawthorne. La ópera fue concluida en 1929, y se estrenó en el Cambridge Arts Theatre, Gran Bretaña, el 12 de mayo de 1936. Es una ópera que se representa muy poco. El estreno en Nueva York tuvo lugar en enero de 2012, por la Ópera del Bronx.

## Personajes
| Personaje           | Tesitura  | Reparto del estreno, 12 de mayo de 1937 (Director: – ) |
| ------------------- | --------- | ------------------------------------------------------ |
| Angelica            | soprano   | Margaret Field-Hyde                                    |
| Tormentilla         | soprano   | Mabel Ritchie                                          |
| Gallanthus          | barítono  | Geoffry Dunn                                           |
| Dipsacus            | bajo      | Frederick Woodhouse                                    |
| Empress (Empertriz) | contralto | Meriel St Clair                                        |
| Amaryllus           | tenor     | Trefor Jones                                           |